# 三重県道630号川島貝家線
三重県道630号川島貝家線（みえけんどう630ごう かわしまかいげせん）は、三重県四日市市を通る一般県道である。

## 概要
四日市市川島町から四日市市貝家町に至る。

### 路線データ
- 起点：四日市市川島町（かわしま園大橋交差点、国道477号交点）
- 終点：四日市市貝家町（貝家橋南詰交差点、三重県道8号四日市鈴鹿環状線上）
- 総延長：3,329 m

## 路線状況

### 重複区間
- 三重県道44号宮妻峡線（四日市市八王子町・四日市四郷高校東交差点 - 四日市市波木町・波木町西交差点）
- 三重県道8号四日市鈴鹿環状線（四日市市八王子町・八王子町交差点 - 四日市市貝家町・貝家橋南詰交差点（終点））

### 道路施設

#### 橋梁
- かわしま園大橋（横川、四日市市）
- 新川島橋（鹿化川、四日市市）
- 新挾間橋（四日市市）
- 南幸橋（天白川、四日市市）
- 波木橋（足見川、四日市市、三重県道8号四日市鈴鹿環状線重複区間内）
- 貝家橋（内部川、四日市市、三重県道8号四日市鈴鹿環状線重複区間内）

## 地理

### 通過する自治体
- 四日市市

### 交差する道路
| 交差する道路                                                                                             | 交差する場所 | 交差する場所                |
| --- | ------------ | --------------------------- |
| 国道477号                                                                                                | 川島町       | かわしま園大橋交差点 / 起点 |
| 三重県道44号宮妻峡線 重複区間起点                                                                        | 八王子町     | 四日市四郷高校東交差点      |
| 三重県道8号四日市鈴鹿環状線 重複区間起点                                                                 | 八王子町     | 八王子町交差点              |
| 三重県道44号宮妻峡線 重複区間終点 三重県道140号四日市菰野大安線                                          | 波木町       | 波木町西交差点              |
| 三重県道8号四日市鈴鹿環状線 重複区間終点 三重県道407号三畑四日市線 重複 三重県道632号水沢本町采女線 重複 | 貝家町       | 貝家橋南詰交差点 / 終点     |

### 交差する鉄道
- 近鉄湯の山線

### 沿線
- 三滝川
- 三重県立四日市四郷高等学校
- 四日市市立内部中学校